# Halimede (księżyc)
Halimede (Neptun IX) – księżyc Neptuna odkryty w sierpniu 2002 roku przez Matthew Holmana i in.; otrzymał tymczasowe oznaczenie S/2002 N 1. Został nazwany na cześć jednej z mitologicznych Nereid.
Halimede to jeden z czterech satelitów odkrytych za pomocą teleskopu naziemnego 13 lat po przelocie sondy Voyager 2 przez system Neptuna. Krąży wokół Neptuna ruchem wstecznym po bardzo wydłużonej orbicie, w średniej odległości około 16 681 000 km od macierzystej planety. Ma ok. 61 km średnicy.